# Erzsébet Tusa

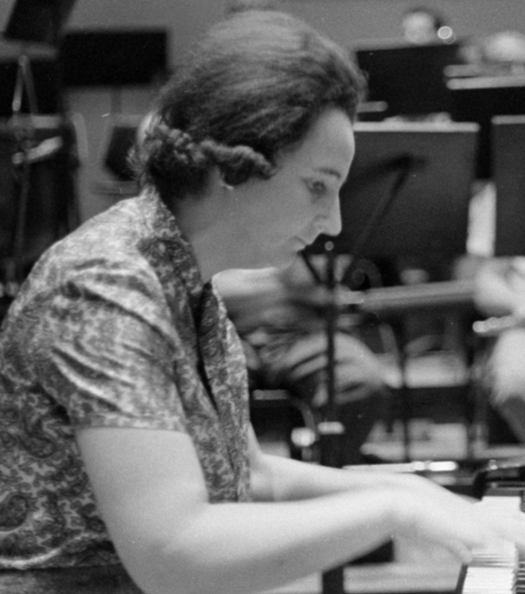
Erzsébet Tusa (1970)

Erzsébet Tusa (* 5. Januar 1928 in Budapest; † 24. August 2017 ebenda) war eine ungarische Pianistin. Sie war verheiratet mit Ernő Lendvai  (1925–1993), einem ungarischen Musikwissenschaftler.  Sie zogen 1949 nach Szombathely. Dort unterhielten sie eine Musikschule.
Erzsébet Tusa hat Klavierwerke von Béla Bartók, Franz Liszt und Claude Debussy eingespielt. Diese sind bei Hungaroton veröffentlicht worden.